# Robert Macaire (téléfilm, 1971)
Pour plus de détails, voir Fiche technique et Distribution.
Robert Macaire est un téléfilm français réalisé par Pierre Bureau et diffusé sur la Première chaîne de l'ORTF, le 26 juin 1971.
Le film met en scène Robert Macaire, qui est un bandit au passé chargé qui, sous le règne de Louis-Philippe, accompli maints forfaits, volant et tuant sans scrupules. Toujours décidé à duper les imbéciles et les naïfs, il va s’apercevoir au cours d’une nouvelle escroquerie, que sa dernière victime est  à présent un aigrefin, encore plus subtil et plus doué que lui.

## Synopsis
Les années1830, sous Louis-Philippe, entre Chambéry et Grenoble. Robert Macaire est mort. Dans la salle commune de « L’Auberge des Adrets », Pierre, le tenancier, commente à l’intention d’un villageois l’enterrement de ce bandit. Mais il y a tromperie. Alors que tout le monde est persuadé de son décès, Macaire se cache dans une chambre de l’auberge pour échapper aux gendarmes, passablement ivre, il ricane de sa supercherie de s’être fait passer officiellement pour mort. Voici trois jours, avec son complice Bertrand, il a assassiné un homme pour lui prendre son argent. Bertrand a été arrêté tandis que Macaire, ayant réussi à fuir, a pu se réfugier chez son fils Charles qui gère très honnêtement l’auberge et qui réprouve de tels agissements paternels. On frappe à la porte. Pendant que Robert Macaire remonte se cacher, l’aubergiste reçoit un gendarme soupçonneux. Celui-ci, à qui tout paraît suspect, alerté par les bruits qui parviennent du premier étage, fait libérer l’homme enfermé, tout en étant incapable en la présence de Macaire, porteur d’une simple barbe postiche, de reconnaître le bandit qu’il recherche.
Le gendarme parti, Charles et Pierre cherchent une solution pour se débarrasser de Macaire trop compromettant. Charles est décidé de vendre son auberge, lorsqu’arrive un riche voyageur, le baron de Wormspire, général d’Empire, accompagné de sa fille Eloa, jeune et séduisante veuve d’un pair de France pair de France. Après avoir gagné la sympathie de Charles et avant de monter dans sa chambre, le baron confit à l’aubergiste le soin de déposer dans l’armoire forte une sacoche contenant la somme de 10000 francs en pièce d’or. À leur insu, Macaire observe discrètement toute la scène. Attendant que le calme revienne, il retire sa fausse barbe, fixe un bandeau noir sur l’œil droit puis, s’emparant de la sacoche du baron, il quitte le lieu, avec un grand éclat de rire. Peu après, le baron, découvrant le vol de son bien, exige et obtient de Charles le remboursement de la somme volée, ce que ce dernier fait sur le champ puisqu’il vient de vendre son auberge à Pierre.
On apprend que Bertrand s’est échappé à son tour, évitant de peu la guillotine. Le voici errant dans la forêt, où par hasard il tombe sur un individu douteux comme lui. Les deux hommes, très vite, s’identifient respectivement : Macaire – Bertrand. Les affaires doivent reprendre. La prise par Bertrand, à un pauvre malheureux saltimbanque qui passait par là avec son âne, d’une grosse malle  de déguisement contenant de beaux habits bourgeois va faciliter leur désir de quitter la province pour aller conquérir Paris. Ils ont à peine le temps de revêtir leurs habits qu’arrive la berline  du baron et de sa charmante fille. Macaire se présente : Chevalier de Saint-Aygulf. Il prétend qu’on lui a volé sa voiture et ses chevaux tandis que le baron lui apprend qu’il a pu récupérer son argent volé grâce à Charles qui vient de vendre son « Auberge des Adrets » à Pierre. Après échange d’amabilité, en particulier entre Eloa et le Chevalier, tous les quatre partent ensemble pour Paris, après avoir croisé le gendarme soupçonneux et son acolyte toujours à la recherche de leurs bandits pourtant bien présents en face d’eux.
À l’époque de Louis-Philippe, la France connaît l’essor de l’industrie. On invente la montgolfière et les actions bancaires. Paris est, naturellement, le centre de toutes les tractations financières. Dans son hôtel particulier, Macaire alias Saint-Aygulf, avec Bertrand son fondé de pouvoir, est à présent directeur d’une compagnie d’assurance contre le vol, tout en ne pouvant pas empêcher ses mains de faire les poches des autres. Pour diminuer les risques que sa petite compagnie « La vigilance » se fasse absorber par une plus grande, Saint-Aygulf propose aux actionnaires, de prendre la police en main pour la surveiller afin qu’elle reste toujours inefficace face à l’insécurité et ainsi obtenir les conditions idéales de prospérité pour la compagnie car, si la police venait à bien exercer son métier plus personne n’éprouverait le besoin de s’assurer contre le vol. Ainsi, avec l’insécurité la compagnie pourra connaître la croissance. Saint-Aygulf a même l’appui d’un député. Le baron est heureux car le Chevalier va épouser sa fille Eloa avec une belle dote de 50000 francs. Cette dernière semble aimer sincèrement son futur époux et réciproquement.
Que la fête commence ! Les invités arrivent. Cependant, tout en préservant son incognito, Bertrand apprend par Pierre, le nouveau propriétaire de « L’Auberge des Adrets », venu pour assurer son bien, que la police recherche un escroc qui se fait passer pour le baron de Wormspire. Apprenant la nouvelle, Saint-Aygulf, persuadé qu’il avait trouvé en la personne du baron, une victime pour ses escroqueries, s’aperçoit qu’il a affaire à un aigrefin, encore plus subtil et plus doué que lui. Wormspire lui avoue son larcin : il n’y avait dans la sacoche que 1000 francs et en fausse pièce d’or. Beau joueur, Saint-Aygulf renonce à le dénoncer à la police, car c’est au tour d’Eloa de lui faire un aveu. Elle n’est pas la fille du baron qui l’a recueillie et protégée avec grande bonté. Par amour pour Eloa, Saint-Aygulf pardonne à son cher faux beau-père.
Mais, voici qu’un individu masqué se présente devant Saint-Aygulf le nommant Robert Macaire. C’est le gendarme soupçonneux devenu commissaire qui, par complaisance, vient le prévenir que la police va sous peu arriver pour son arrestation. Brans le bas de combat pour Macaire et Bertrand. Paris est trop dangereux pour eux.
Convaincu de l’amour fidèle d’Eloa, Saint-Aygulf déclare à son faux beau-père et à sa fausse fille qu’il est le vrai Robert Macaire, bien vivant. Son complice Bertrand de retour avec le fameux « magot », il faut vite organiser un repli stratégique pour le quatuor car les policiers sont en bas devant l’entrée. La fuite se fera donc par en haut en montgolfière.
L’actionnaire et député du parti du mouvement a juste le temps de proposer à Macaire son soutien pour lui aménager une belle situation à son retour en rapport avec son talent …. « Larguez les amarres ! » crie ce dernier et le ballon s’élève sous les hourras de la noce emportée par une folle farandole tandis que la police arrive mais trop tard pour arrêter Robert Macaire.

## Fiche technique
- Titre : Robert Macaire
- Réalisation : Pierre Bureau
- Scénario et adaptation : Charles Charras d'après Frédérick Lemaître et Maurice Alhoy
- Directeur de la photographie : Christian Pétard
- Musique de la complainte : Gérard Calvi
- Chantée par Michel Jarry
- Décors de Jean-Jacques Faury et Camille Crozet
- Ensemblier : Daniel Pierre
- Costumes de Claude Catulle et Hélène Martel
- Ingénieur de la vision : J. Pierre Bamana
- Cadreurs : Jean-Claude Couchoud, Pierre Disbeaux et Jacques Guillier
- Ingénieur du son : Serge Raggianti et Jean Mazère
- Montage : Annie Gosselet
- Mixage : Claude Gilson
- Illustration musicale : Gérard Gallo
- Script : Madeleine Blandeau
- Assistants : Jacqueline Vischkof et Aldo Altit
- Chef de production : Monique Romeyko
- Chef d’émission : Yvon Roy
- Production : Office de Radiodiffusion Télévision Française (ORTF)
- Pays d'origine :  France
- Format : téléfilm en noir et blanc - son mono
- Genre : Parodie de mélodrame aventurier
- Durée : 95 minutes[2]
- Date de sortie :  France 26 juin 1971

## Distribution
- Jean Marais : Robert Macaire alias Saint-Aygulf
- André Luguet : Le baron de Wormspire
- Corinne Marchand : Eloa
- Hubert de Lapparent : Bertrand
- Gabriel Gobin : Pierre
- Maritin : Charles, le fils Macaire
- Marcel Pérès : Le villageois
- Marco Perrin : Le premier gendarme
- Charles Charras : Le député
- Max Desrau : Monsieur Gogo
- Marius Laurey : L'aéronaute
- Sébastien Floche : Le domestique
- Georges Beauvilliers : Le policier
- Daniel Dhubert : Roger, le second gendarme
- Nadine Nabokov : Nanette
- Pierre Moncorbier : Monsieur Rémi
- Renée Gardès : madame Rémi
- André Zibral : Le saltimbanque
- Yves Bureau : Premier actionnaire
- Henri Micheli : Second actionnaire
- Robert Bremant : Le valet de l’auberge

## De la création (théâtrale) à l'adaptation (télévisée)
Le personnage de Robert Macaire et de son complice Bertrand ont été créés en 1823 par Benjamin Antier, Saint-Amand  et Polyanthe dans une pièce de théâtre intitulée « L’Auberge des Adrets ». Le rôle de Macaire était tenu par l’un des plus célèbres acteurs de l’époque, Frédérick Lemaître, qui jouait sur scène avec fougue et passion. Onze ans plus tard, en 1834, Lemaître décida de reprendre le rôle mais, cette fois, à son idée. Il écrivit avec Maurice Alhoy alors une pièce qu’ils appelèrent « Robert Macaire ». Ils modifièrent profondément le caractère même du héros en transformant l’assassin du premier mélodrame en fripon adroit et audacieux. Toujours malhonnête, certes, mais sympathique et drôle. D’un criminel vulgaire, ils en firent un bandit de grands chemins, au cœur pur, sévissant dans la région de Grenoble et Chambéry, puis à Paris, au début du XIXe siècle, sous le règne de Louis-Philippe. C’était l’époque de l’essor de l’industrie avec la création de la montgolfière et des actions bancaires. L’époque d’une France dans laquelle la bonne société s’embourgeoisait largement sur le dos du prolétariat. Sorte de Robin des Bois (version savoyarde évidemment) ou de Mandrin, Macaire devenait un fripon adroit et audacieux, toujours malhonnête, certes, mais sympathique et drôle qui rivalisait d’ingéniosité pour piller les riches et redistribuer les fruits de ses larcins aux plus démunis. Gentleman-escroc, il pourrait être une sorte de  « cousin » précurseur de Vidocq ou d’Arsène Lupin.
Charles Charras, auteur et comédien, qui adapta pour la télévision  « Robert Macaire », s’inspira largement de Frédérick Lemaître, en écrivant un texte tonique, efficace et populaire tandis que la réalisation de Pierre Bureau chercha à faire de ce divertissement une parodie du mélodrame.
Cette adaptation pour la télévision, diffusée le 26 juin 1971 sur la première chaîne de l'ORTF, donna l’occasion à Jean Marais  d’interpréter un rôle incongru, avec humour : « Ce personnage m’a beaucoup amusé car je n’avais jamais eu l’occasion d’incarner un escroc. »
« Jouer le rôle de ce brigand m’a beaucoup amusé, dit Jean Marais. Je ne crois pas avoir eu encore ce genre de personnage dans mon répertoire. Les scènes de la soulographie m’ont donné beaucoup de mal. Mon seul regret est d’avoir tourné toute l’émission en studio, alors que l’aime énormément l’action en extérieur. N’ayant pas la chance d’avoir connu Frédérick Lemaître, j’ai préféré ne pas m’imaginer comment il avait créé le rôle. Pour moi, Robert Macaire est un personnage naïf, un peu primaire, mais gai et farceur, ce qui fait son charme. Je ne pense pas que la satire soit perceptible à notre époque. » 
Charles Charras  se souvient du jour où Marais devait tourner une scène d’ivresse. « Pour se mettre dans le coup, Marais qui est un homme extrêmement sobre, avait bu quelques verres … Et il faut bien dire que cette scène-là fut joué avec beaucoup de réalisme ! », 